# University of Kansas
Die University of Kansas (auch KU oder Kansas genannt) ist eine staatliche Universität in Lawrence im Osten des US-Bundesstaates Kansas. Mit 28.447 eingeschriebenen Studenten (2017) ist sie die größte Hochschule in Kansas. Neben dem Hauptcampus in Lawrence gibt es ein Universitätskrankenhaus in Kansas City (Kansas), eine Außenstelle in Overland Park (nahe Kansas City), Forschungsinstitute in Parsons und Topeka sowie eine Außenstelle der medizinischen Fakultät in Wichita. Zur Universität gehören das Naturkundemuseum University of Kansas Natural History Museum und das Kunstmuseum Helen Foresman Spencer Museum of Art. Die Universität ist Mitglied der Association of American Universities, einem seit 1900 bestehenden Verbund führender forschungsintensiver nordamerikanischer Universitäten.
KU betreibt ein sehr erfolgreiches internationales Studenten-Austauschprogramm und ist 2005 mit dem Paul Simon Award for Internationalization ausgezeichnet worden. 20 Prozent der Studenten, die an KU einen fortgeschrittenen Abschluss erwerben, haben während ihrer Studienzeit an KU auch im Ausland studiert. Mehr als 1.600 internationale Studenten aus 110 Ländern studieren, lehren oder forschen an KU. Es werden 28 Sprachen unterrichtet. KU ist auf Rang 23 von mehr als 200 großen Colleges und Universitäten hinsichtlich der Anzahl Studenten, die Mitglied im Peace Corps sind.

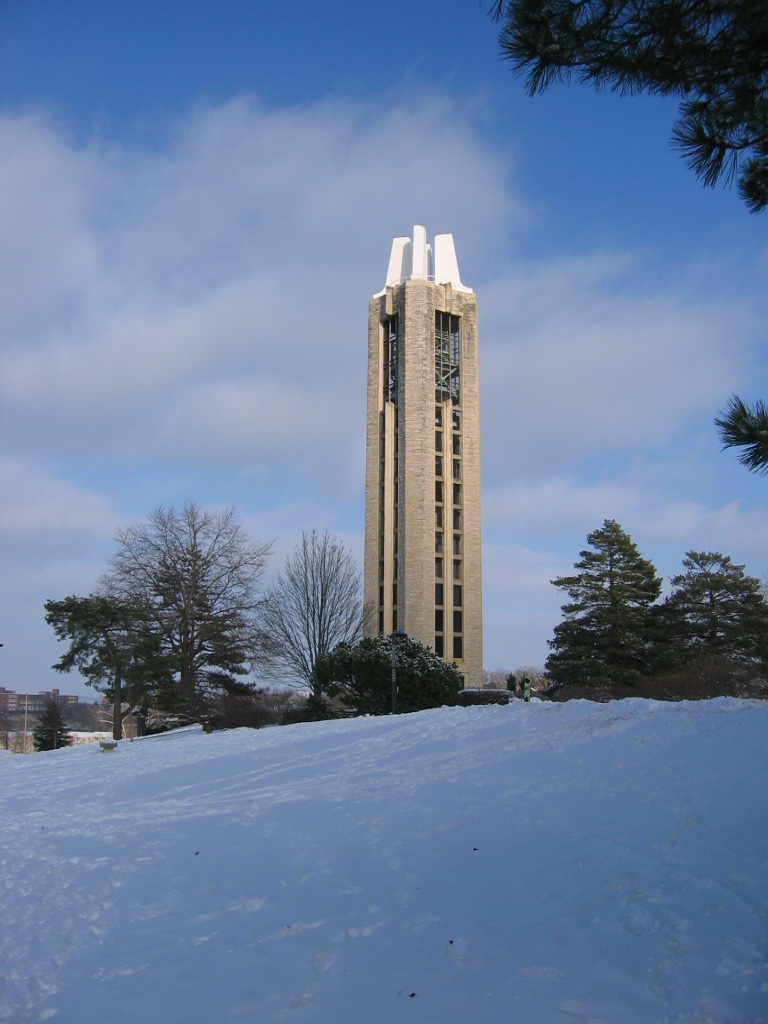
Der Glockenturm (Campanile) auf dem Campus der University of Kansas, der als Mahnmal für die Gefallenen des Zweiten Weltkrieges dient

## Geschichte

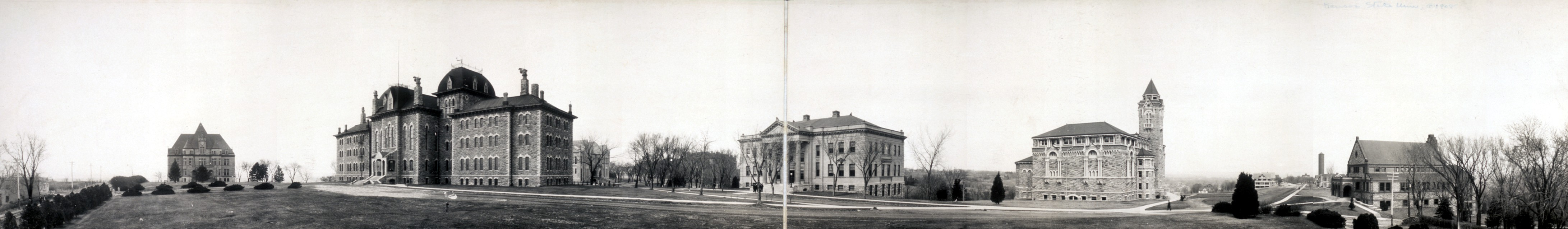
Der Campus in Lawrence im Jahr 1908

Die Universität wurde 1865 gegründet und führte 1890 als erste Universität in den USA die Fachrichtung Soziologie ein. Die KU-Chemieprofessoren Hamilton Cady und David McFarland wiesen 1905 als erste nach, dass auf der Erde große Heliumvorkommen existieren (Helium galt zuvor als selten oder gar nicht auf der Erde vorhanden). Einer der bekanntesten deutschstämmigen Professoren an KU war der Maler Albert Bloch, seit einem langjährigen Deutschlandaufenthalt (1908–1921) Mitglied der deutschen Malergruppe Blauer Reiter. Er war von 1923 bis 1947 Dekan (Department Chair) des Instituts für Malerei und Zeichnen. Das Campusradio KJHK wird seit 1952 von Studenten betrieben. Derzeitige Kanzlerin der Hochschule ist seit 2009 Bernadette Gray-Little.
Auf ihrer Weltreise im Jahr 1927, beschrieben in dem Werk Rundherum. Abenteuer einer Weltreise, besuchten Klaus Mann und seine Schwester Erika die University of Kansas, wo sie einige Vorträge hielten.
Maskottchen der Universität ist der Jayhawk, ein nicht real existierender Vogel, der eine Mischung aus zwei Raubvögeln, nämlich einem Falken oder Habicht (englisch „hawk“) und dem Häher (englisch „jay“) darstellt. Das Maskottchen verweist auf die Jayhawkers, Milizen und Guerillakämpfer oder teils einfach Räuberbanden, die während der des Territorialzeit („Bleeding Kansas“) und des Sezessionskrieges in Kansas und den Nachbarstaaten Überfälle verübten und gegen Verfechter der Sklaverei und Unterstützer der Konföderation kämpften.

## Studienangebot

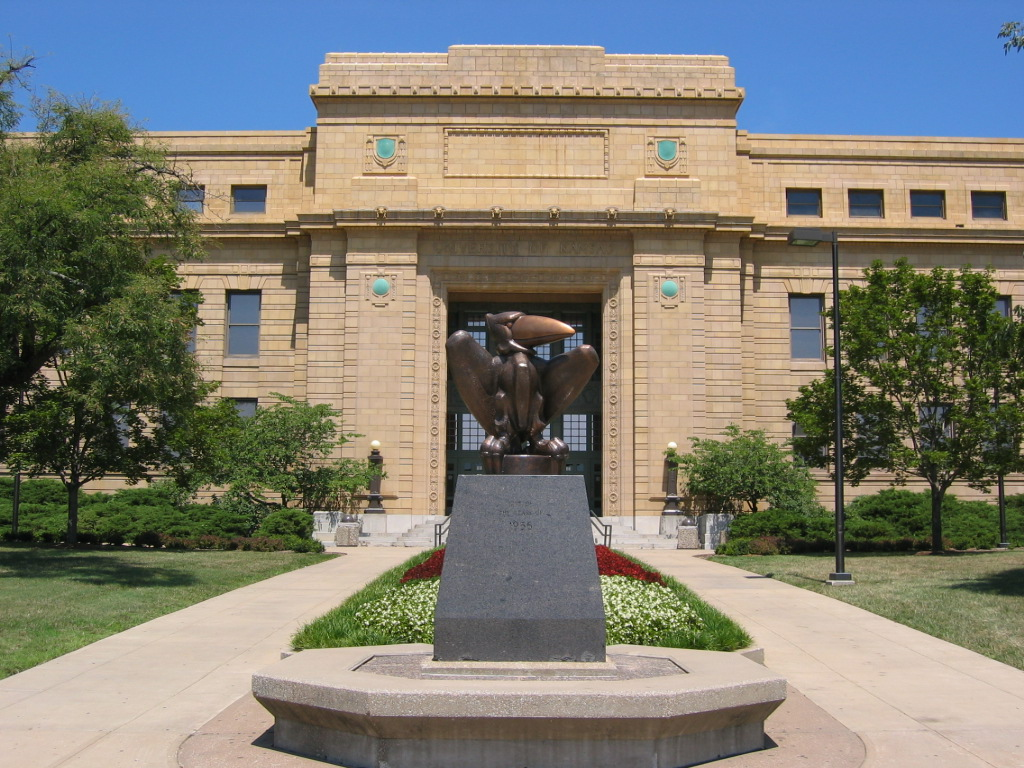
Hauptgebäude der University of Kansas (Strong Hall) mit Jayhawk-Statue

Das Studienangebot umfasst unter anderem:
- Architektur und urbanes Design
- Lehramt für Englisch als zweite Sprache (TESL)
- Geisteswissenschaften
- Gesundheitswissenschaften
- Ingenieurwissenschaften
- Journalismus und Massenkommunikation („William Allen White School of Journalism and Mass Communications“)[3]
- Kunst
- Medizin
- Molecular Biosciences
- Pädagogik
- Pharmazie
- Physik und Astronomie
- Pflege (Nursing)
- Rechtswissenschaften
- Sozialwesen
- Wirtschaftswissenschaften
- Sozialwissenschaften

Es besteht eine Partnerschaft mit der Kanagawa-Universität in Yokohama und Hiratsuka (Kanagawa), Japan.

## Deutsch-Amerikanische Studien
An der University of Kansas ist seit 1968 ein Zentrum für Deutsch-Amerikanische Studien (Max Kade Center for German American Studies) zu Hause, das von der Max-Kade-Stiftung finanziert und vom Institut für Germanistik (Department of Germanic Languages and Literatures) betreut wird. Das Institut beheimatet eine Bibliothek für Exilstudien und folgende Projekte:
- Atlas für deutsche Dialekte in Kansas (Linguistic Atlas of Kansas German Dialects)
- Digitalisierung der Werke Alexander von Humboldts (Humboldt Digital Library)
- Erforschung von Deutsch-Amerikanern in Kansas nach 1848
- die Archive des Malers Albert Bloch und des Germanisten Ernst Rose
- Sondersammlungen über die Schriftsteller Franz Werfel und Ernst Moritz Arndt und den Buchillustrator George Salter (John Spalek Collection)
- Bibliotheken der Turnvereine von Lawrence und Milwaukee
- Sondersammlung zu Geschichte und Literatur Ungarns

## Sport

### American Football

Logo

Das Football-Team erreichte 2008 die meisten Siege der Universitätsgeschichte und gewann die Orange Bowl.

### Basketball
Die traditionelle Stärke der KU ist der Basketballsport, der hier bereits Ende des 19. Jahrhunderts von seinem Begründer James Naismith eingeführt wurde.
Die Sportteams der KU sind die Kansas Jayhawks, deren Name sich auf die unionistischen Jayhawkers bezieht. Die Universität ist Mitglied der Big 12 Conference, einer Liga von 12 Universitäten in den mittleren USA. 2008 wurden die Kansas Jayhawks zum fünften Mal Landesmeister im College-Basketball (1952 und 1988 im College-Verband NCAA, davor 1922 und 1923 in der Helms National Championship). Die Herren-Basketballmannschaft der KU stellt seit 1898 jedes Jahr eine Mannschaft auf. Die Kansas Jayhawks werden von Hall of Fame-Trainer Bill Self trainiert. Das Team hat sechs nationale Titel gewonnen. 
Das Basketballprogramm ist derzeit das erfolgreichste Programm in der Geschichte des College-Basketballs mit einer Gesamtbilanz von 2.355 – 877 bis zu ihrem Final-Four-Auftritt in die Saison 2021–22. Das Team spielt im Allen Fieldhouse. Der vielleicht bekannteste Spieler war Wilt Chamberlain, der in den 1950er Jahren spielte und später NBA-Star und Harlem Globetrotter wurde. Kansas zählte zu seinen Trainern James Naismith (den Erfinder des Basketballs), den in die Basketball Hall of Fame aufgenommenen Spieler Phog Allen („der Vater der Basketballtrainer“ und selbst ein Kansas-Alumnus), Dick Harp, Ted Owens und den in die Basketball Hall of Fame aufgenommenen Roy Williams, und der in die Basketball Hall of Fame aufgenommene und ehemalige NBA-Champion der Detroit Pistons - Trainer Larry Brown. 
Darüber hinaus spielte der legendäre Trainer der University of Kentucky und in die Basketball Hall of Fame aufgenommene Adolph Rupp für die Helms-Nationalmeisterschaftsteams der KU von 1922 und 1923, und Dean Smith, der in die NCAA Hall of Fame aufgenommen wurde und Trainer der University of North Carolina, spielte für das NCAA-Meisterschaftsteam der KU von 1952. Sowohl Rupp als auch Smith spielten unter Phog Allen. Allen trainierte auch die Hall of Fame-Trainer Dutch Lonborg und Ralph Miller. Allen gründete die National Association of Basketball Coaches (NABC), mit der das heutige NCAA-Turnier ins Leben gerufen wurde. Das Turnier begann 1939 unter der NABC und wurde im nächsten Jahr an die neu gegründete NCAA übergeben.

#### Bekannte Basketballspieler und Basketballtrainer
- Bam Adebayo (* 1997) – Basketballspieler
- Phog Allen (1885–1974) – Basketballtrainer
- Larry Brown (* 1940) – BasketballtrainerDie Basketball-Halle der University of Kansas, das Allen Field House, benannt nach dem legendären Trainer Phog Allen

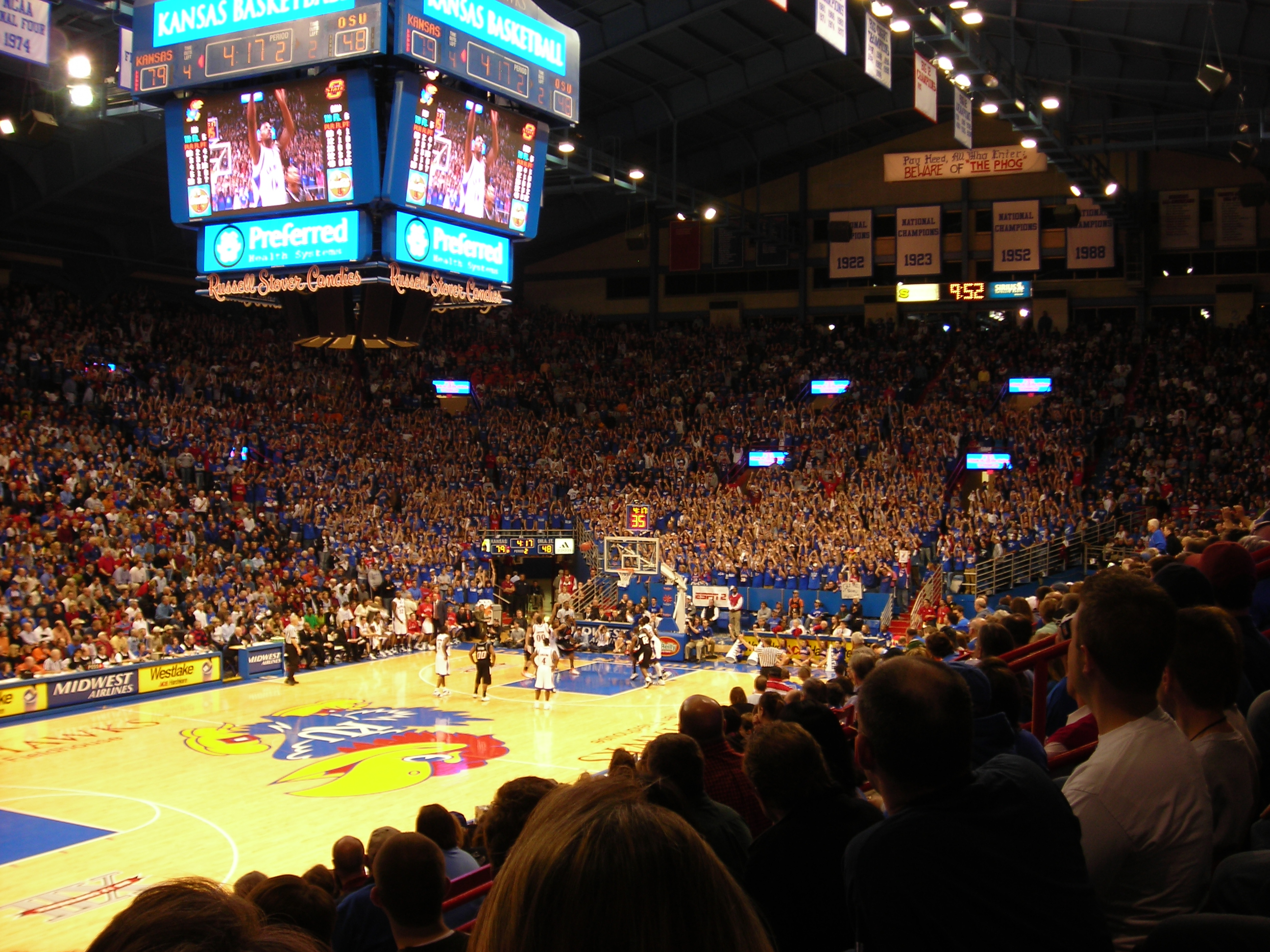
Die Basketball-Halle der University of Kansas, das Allen Field House, benannt nach dem legendären Trainer Phog Allen

- Wilt Chamberlain (1936–1999) – Basketballspieler, der in der NBA spielte und im Schnitt über 30 Punkte und 25 Rebounds hatte
- Joel Embiid (* 1994) – kamerunischer Basketballspieler
- Josh Jackson (* 1997) – Basketballspieler
- Sascha Kaun (* 1985) – russischer Basketballspieler
- Clyde Lovellette (1929–2016) – Basketballspieler
- Landen Lucas (* 1993) – Basketballspieler und Pokerspieler
- John McLendon (1915–1999) – Basketballtrainer
- Swjatoslaw Mychajljuk (* 1997) – ukrainischer Basketballspieler
- Paul Pierce (* 1977) – Basketballspieler
- Adolph Rupp (1901–1977) – Basketballtrainer
- Bill Self (* 1962) – Basketballtrainer
- Dean Smith (1931–2015) – Basketballtrainer
- Jo Jo White (1946–2018) – Basketballspieler
- Andrew Wiggins (* 1995) – kanadischer Basketballspieler
- Roy Williams (* 1950) – Basketballtrainer
- Lynette Woodard (* 1959) – Basketballspielerin

## Bekannte Professoren
- Eugen Altschul (1887–1959) – Ökonom
- Albert Bloch (1882–1961) – Maler
- Hamilton Cady – Chemiker
- Michael H. Crawford (1939–2024) – Physischer Anthropologe
- Fritz Heider (1896–1988) – Psychologe
- Richard H. Himes – Biochemiker
- Ida Henrietta Hyde (1857–1945) – Physiologin
- Kermit E. Krantz (1923–2007) – Gynäkologe
- Don Marquis (1935–2022) – Philosoph
- David McFarland – Chemiker
- James Naismith (1861–1939) – kanadischer Arzt und Pädagoge
- Joe Paretsky – Mikrobiologe

## Bekannte Absolventen
- John L. Allen (* 1965) – Journalist
- Philip F. Anschutz (* 1939) – Geschäftsmann
- Sheila Bair (* 1954) – Vorsitzende der Federal Deposit Insurance Corporation
- Scott Bakula (* 1954) – Schauspieler
- James Bausch (1906–1974) – Olympiasieger, American-Football-Spieler
- Helen Brewster Owens (1881–1968) – Mathematikerin, Hochschullehrerin und Frauenrechtlerin
- Georgia Louise Harris Brown (1918–1999) – Architektin
- Cynthia Carroll (* 1957) – CEO des Bergbaukonzerns Anglo American
- Linda Cook (* 1958) – Vorstandsmitglied bei Royal Dutch Shell und CEO von Shell Gas & Power
- Alfred de Chapeaurouge (1907–1993) – deutscher Politiker, Austauschstudent im akademischen Jahr 1931/32
- Bob Dole (1923–2021) – Politiker (Studium wegen des Zweiten Weltkrieges unterbrochen und an anderen Universitäten beendet)
- Paul R. Ehrlich (* 1932) – Entomologe
- Ronald Ellwin Evans (1933–1990) – Astronaut
- Mary W. Gray (* 1938) – Mathematikerin und Hochschullehrerin
- Moses Gunn (1929–1993) – Schauspieler
- William Inge (1913–1973) – Schriftsteller
- Wes Jackson (* 1936) – Biologe
- Don Johnson (* 1949) – Schauspieler
- Dusty Johnson (* 1976) – Politiker
- Neil LaBute (* 1963) – Schauspieler
- Alf Landon (1887–1987) – ehemaliger Gouverneur von Kansas
- Elmer McCollum (1879–1967) – Mitentdecker des Vitamin A
- Mike McCormack (1930–2013) – American-Football-Spieler und -Trainer
- Alan Mulally (* 1945) – CEO der Ford Motor Company, ehemals CEO von Boeing
- Clara Nigg (1897–1986) – Bakteriologin und Hochschullehrerin
- Al Oerter (1936–2007) – Leichtathlet und viermal Olympiasieger im Diskuswurf
- Sara Paretsky (* 1947) – Schriftstellerin und Historikerin
- Mandy Patinkin (* 1952) – Schauspieler
- Paul Rudd (* 1969) – Schauspieler
- Jim Ryun (* 1947) – Leichtathlet und Politiker
- Gale Sayers (1943–2020) – American-Football-Spieler
- Otto Schnellbacher (1923–2008) – American-Football-Spieler
- Georgia Caldwell Smith (1909–1961) – Mathematikerin und Hochschullehrerin
- Vernon L. Smith (MA Economics) (* 1927) – Nobelpreis Wirtschaftswissenschaften 2002
- Walter Sutton (1877–1916) – Genetiker
- Clyde Tombaugh (1906–1997) – Astronom (Entdecker des Zwergplaneten Pluto)
- Gary Woodland (* 1984) – Golfspieler